# Sobolevskit
Sobolevskit ist ein selten vorkommendes Mineral aus der Mineralklasse der „Sulfide und Sulfosalze“ mit der chemischen Zusammensetzung PdBi und damit chemisch gesehen ein Palladium-Bismutid. Als enge Verwandte der Sulfide werden die Bismutide in dieselbe Klasse eingeordnet.
Sobolevskit kristallisiert im hexagonalen Kristallsystem, konnte bisher aber nur in Form von mikroskopisch kleinen Körnern bis etwa 0,1 mm Größe und myrmeketischer Verwachsungen mit anderen Mineralen gefunden werden. Das Mineral ist in jeder Form undurchsichtig (opak) und zeigt auf den Oberflächen der hellrosaorangen Körner einen metallischen Glanz. Unter dem Auflichtmikroskop erscheint Sobolevskit auf polierten Flächen auch grauweiß mit cremefarbener Tönung. Die Strichfarbe wurde aufgrund der zu geringen Probengrößen bisher nicht ermittelt.

## Etymologie und Geschichte
Erstmals entdeckt wurde Sobolevskit in der Kupfer-Nickel-Grube Oktyabrsky (russisch Октябрьского, auch Oktyabr'skoye) bei Norilsk im Norden der russischen Region Krasnojarsk. Nach Anerkennung durch die International Mineralogical Association (interne Eingangs-Nr. der IMA: 1973-042) erfolgte die Publikation der Erstbeschreibung 1975 durch T. L. Evstigneeva, Alexandr Dimitrievich Genkin (1920–2010) und Vladimir  A. Kovalenker (russisch: Т. Л. Евстигнеева, А. Д. Генкин und В. А. Коваленкер).
Benannt wurde das Mineral von den Erstbeschreibern nach dem russischen Ingenieur und Metallurgen Peter Grigorjewitsch Sobolewski (russisch Пётр Григорьевич Соболевский, 1781–1841), der einerseits die Platinvorkommen des russischen Urals studierte und als einer der Begründer der Pulvermetallurgie gilt.
Das Typmaterial des Minerals wird im Institut für Geologie der Erzlagerstätten, Petrographie, Mineralogie und Geochemie (IGEM) der Russischen Akademie der Wissenschaften sowie im Mineralogischen Museum der Russischen Akademie der Wissenschaften in Moskau aufbewahrt.

## Klassifikation
Da der Sobolevskit erst 1973 als eigenständiges Mineral anerkannt und dies erst 1975 publiziert wurde, ist er in der veralteten 8. Auflage der Mineralsystematik nach Strunz noch nicht verzeichnet. Einzig im Lapis-Mineralienverzeichnis nach Stefan Weiß, das sich aus Rücksicht auf private Sammler und institutionelle Sammlungen noch nach dieser alten Form der Systematik von Karl Hugo Strunz richtet, erhielt das Mineral die System- und Mineral-Nr. II/C.20-110. In der „Lapis-Systematik“ entspricht dies der Abteilung „Sulfide mit [dem Stoffmengenverhältnis] Metall : S,Se,Te ≈ 1 : 1“, wo Sobolevskit zusammen mit Cherepanovit, Polarit, Ruthenarsenit und Wassonit den Anhang der „Nickelin-Gruppe“ mit den Hauptmitgliedern Breithauptit, Freboldit, Hexatestibiopanickelit, Kotulskit, Langisit, Nickelin, Sederholmit, Sorosit, Stumpflit, Sudburyit und Vavřínit bildet (Stand 2018).
Die seit 2001 gültige und von der International Mineralogical Association (IMA) bis 2009 aktualisierte 9. Auflage der Strunz’schen Mineralsystematik ordnet den Sobolevskit ebenfalls in die Abteilung der „Metallsulfide, M : S = 1 : 1 (und ähnliche)“ ein. Diese ist allerdings weiter unterteilt nach den in der Verbindung vorherrschenden Metallen, so dass das Mineral entsprechend seiner Zusammensetzung in der Unterabteilung „mit Nickel (Ni), Eisen (Fe), Cobalt (Co) usw.“ zu finden ist, wo es zusammen mit Achávalit, Breithauptit, Freboldit, Hexatestibiopanickelit, Jaipurit, Kotulskit, Langisit, Nickelin, Sederholmit, Stumpflit, Sudburyit, Vavřínit und Zlatogorit die „Nickelingruppe“ mit der System-Nr. 2.CC.05 bildet.
Auch die vorwiegend im englischen Sprachraum gebräuchliche Systematik der Minerale nach Dana ordnet den Sobolevskit in die Klasse der „Sulfide und Sulfosalze“ und dort in die Abteilung der „Sulfidminerale“ ein. Hier ist er in der „Nickelingruppe (Hexagonal: P63/mmc)“ mit der System-Nr. 02.08.11 innerhalb der Unterabteilung der „Sulfide – einschließlich Seleniden und Telluriden – mit der Zusammensetzung AmBnXp, mit (m+n) : p = 1 : 1“ zu finden.

## Chemismus
Der idealisierten chemischen Zusammensetzung von Sobolevskit (PdBi) zufolge besteht das Mineral aus Palladium (Pd) und Bismut (Bi) im Stoffmengenverhältnis von 1 : 1. Dies entspricht einem Massenanteil (Gewichts-%) von 33,74 Gew.-% Pd und 66,26 Gew.-% Bi.
Die Mikrosondenanalysen des Typmaterials aus der Grube Oktyabrsky in Russland ergaben allerdings leicht abweichende Werte zwischen 34,4 und 35,47 Gew.-% Pd und zwischen 66,2 und 54,14 Gew.-% Bi sowie zusätzlich 7,65 Gew.-% Tellur (Te). Der Anteil an Tellur ergibt sich aus der Mischkristallbildung zwischen Sobolevskit und Kotulskit (Pd(Te,Bi)), aufgrund dessen ein Teil des Bismuts durch Tellur ersetzt ist. Daneben fanden sich in den analysierten Proben noch geringe Beimengungen von 0,11 Gew.-% Platin (Pt), 0,11 Gew.-% Zinn (Sn) und 0,12 Gew.-% Kupfer (Cu).

## Kristallstruktur
Sobolevskit kristallisiert hexagonal in der Raumgruppe P63/mmc (Raumgruppen-Nr. 194) mit den Gitterparametern a = 4,23 Å und c = 5,69 Å sowie zwei Formeleinheiten pro Elementarzelle.

## Bildung und Fundorte
Sobolevskit bildet sich in Cu-Ni-PGE-Lagerstätten. Als Begleitminerale können unter anderem Altait, Chalkopyrit, Cubanit, Galenit, Mooihoekit, Paolovit, Polarit, Pyrrhotin, gediegen Silber, Sperrylith, Taimyrit, Talnakhit und Troilit auftreten.
Als seltene Mineralbildung konnte Sobolevskit nur an wenigen Orten weltweit nachgewiesen werden, wobei bisher rund 60 Fundorte dokumentiert sind. Außer an seiner Typlokalität, der Grube Oktyabrsky und weiteren Gruben in der Kupfer-Nickel-Lagerstätte um Norilsk, trat das Mineral in der Region Krasnojarsk noch am Berg Dzhaltul nahe dem Fluss Kureika auf. Weitere bekannte Fundorte in Sibirien sind der ultramafische Ognit- oder auch Medek-Komplex mit Kontakt zu Granodiorit und Gneis in der Oblast Irkutsk und die ebenfalls ultramafitisch differenzierte Intrusion Kingash im Sajangebirge der Republik Tuwa. Daneben kennt man Sobolevskit in Russland unter anderem noch aus der Cu-PGE-Lagerstätte Anomal’niy im Kondjor-Massiv (englisch Konder-Massif) in der Republik Sacha und der Cu-Ni-Lagerstätte Baikal im Yoko-Dovyrensky-Massiv in der Region Transbaikalien im Fernen Osten, den Lagerstätten Vostok am Fluss Oulankajoki und Srednyaya Padma auf der Halbinsel Zaonezhie (russisch Заонежский) sowie dem Kaalamo-Massiv am Ladogasee in der Republik Karelien und von der Halbinsel Kola in der ebenfalls zu Nordwestrussland gehörenden Oblast Murmansk.
Fundorte in Deutschland und Österreich sind bisher nicht bekannt. Dagegen konnte Sobolevskit in der Schweiz bei einer NAGRA-Bohrung nahe Riniken im Kanton Aargau in Triassischem Sandstein in einer Teufe von 1639 m nachgewiesen werden.
Weitere Fundorte liegen unter anderem in Brasilien, der Elfenbeinküste, Finnland, Griechenland, Kanada, Norwegen, Polen, Schottland (Vereinigtes Königreich), Simbabwe, Südafrika, Tansania und im US-Bundesstaat Pennsylvania.